# Фінанси України (журнал)
«Фінанси України» (трансл. Fìnansy Ukraïny; англ. Finance of Ukraine; рос. Финансы Украины) — науково-теоретичний та інформаційно-практичний журнал. Засноване видання в 1995 р. Журнал видається 12 раз на рік Міністерством фінансів України. Основні рубрики: «Фінансова політика й економічне регулювання», «Бюджет», «Податки», «Інвестиції», «Банківська справа», «Фінансові ризики», «Фінанси АПК», «Фінансовий контроль», «Історія фінансів», «Критика та бібліографія» та ін. Журнал повторно включено до переліку наукових фахових видань України в галузі економічних наук.
29 жовтня 2012 року журнал зареєстровано в Міжнародному центрі періодичних видань (ISSN International Centre), м. Париж. Коди ідентифікації журналу, згідно реєстру періодичних засобів масової інформації Міжнародного центру ISSN: ISSN 2305-7645 (Print) та ISSN 2522-4662 (Online).
Мови видання: українська, російська, англійська.
Видання зорієнтоване на широку читацьку аудиторію: працівників міністерств і відомств, регіональних органів державної влади та місцевого самоврядування України, керівників і фахівців усіх галузей економіки, вчених і практиків, аспірантів і студентів.

## Тематика
- глобальна економіка та міжнародні фінанси;
- управління державними фінансами;
- бюджетна, податкова, монетарна, митна політики;
- теорія та історія фінансів;
- фінансово-економічне регулювання;
- фінанси соціальної сфери;
- облік та аудит;
- ринок фінансових послуг;
- фінанси інституційних секторів економіки;
- критика та бібліографія.

## Наукометрія
Електронний архів журналу зберігається в Національній бібліотеці України імені В. І. Вернадського і охоплює період з 2007 по 2016 рік.
Журнал внесено до таких міжнародних наукометричних баз даних наукових видань та каталогів:
- Index Copernicus,
- Google Scholar, (h-індекс — 56, i10-індекс — 863)[4],
- Research Bible,
- Global Impact Factor (GIF),
- Scientific Indexing Services (SIS),
- Directory of Research Journals Indexing (DRJI).

## Засновник журналу
- ДННУ «Академія фінансового управління»

## Редакційна колегія
- Єфименко Тетяна Іванівна — голова Редакційної колегії, член-кореспондент НАН України, доктор економічних наук, професор, заслужений економіст України, президент ДННУ «Академія фінансового управління»;
- Гасанов Сергій Станіславович — перший заступник голови Редакційної колегії, кандидат економічних наук, професор, заслужений економіст України (Україна);
- Соколовська Алла Михайлівна — перший заступник голови Редакційної колегії, доктор економічних наук, професор (Україна);
- Котляревський Ярослав Вікторович — заступник голови Редакційної колегії, доктор економічних наук, професор (Україна);

### Члени редакційної колегії
- Базилевич Віктор Дмитрович, член-кореспондент НАН України, доктор економічних наук, професор, заслужений діяч науки і техніки України (Україна)
- Білорус Олег Григорович, академік НАН України, доктор економічних наук, професор, заслужений діяч науки і техніки України (Україна);
- Буковинський Станіслав Альбінович, кандидат економічних наук, доцент, заслужений економіст України (Україна)
- Вавак Тадеуш, доктор габілітований, професор (Польща);
- Ватульов Андрій Вікторович, кандидат економічних наук, заслужений економіст України (Україна);
- Власюк Олександр Степанович, член-кореспондент НАН України, доктор економічних наук, професор, заслужений діяч науки і техніки України (Україна);
- Гаврилюк Олег Вікторович, доктор економічних наук, професор (Україна);
- Гаманкова Ольга Олексіївна, доктор економічних наук, професор (Україна);
- Даниленко Анатолій Іванович, член-кореспондент НАН України, доктор економічних наук, професор, заслужений економіст України (Україна);
- Елєрс Ґерд, Консультант з питань фінансів та бюджету, Німецьке товариство міжнародного співробітництва (Deutsche Gesellschaft für Internationale Zusammenarbeit (GIZ) GmbH, ФРН) (ФРН);
- Іванов Юрій Борисович, доктор економічних наук, професор, заслужений економіст України (Україна);
- Келлер Еріх, доктор, професор (ФРН);
- Кириленко Ольга Павлівна, доктор економічних наук, професор (Україна);
- Колосова Вікторія Павлівна, доктор економічних наук, доцент (Україна);
- Конопльов Сергій Леонідович, кандидат політичних наук, директор Програми Чорноморської безпеки Harvard Kennedy School (Harvard University, США) (США);
- Крисоватий Андрій Ігорович, академік Академії економічних наук України, доктор економічних наук, професор, заслужений діяч науки і техніки України (Україна);
- Кудряшов Василь Павлович, доктор економічних наук, професор, заслужений діяч науки і техніки України (Україна);
- Кузькін Євген Юрійович, кандидат економічних наук, доцент, заслужений економіст України (Україна);
- Леоненко Петро Михайлович, доктор економічних наук, професор, заслужений працівник освіти України (Україна);
- Лібанова Елла Марленівна, академік НАН України, академік-секретар Відділення економіки НАН України, доктор економічних наук, професор, заслужений економіст України (Україна);
- Ловінська Людмила Геннадіївна, доктор економічних наук, професор (Україна);
- Лозицький Володимир Петрович, заслужений економіст України (Україна);
- Лондар Сергій Леонідович, доктор економічних наук, професор (Україна);
- Луніна Інна Олександрівна, доктор економічних наук, професор, заслужений діяч науки і техніки України (Україна);
- Лютий Ігор Олексійович, доктор економічних наук, професор, заслужений економіст України (Україна);
- Марченко Сергій Михайлович, кандидат економічних наук (Україна);
- Машарський Олександр Олександрович, доктор економіки, професор (Латвія);
- Міклашевська Ева, доктор габілітований, професор (Польща);
- Міщенко Володимир Іванович, доктор економічних наук, професор (Україна);
- Мярковський Анатолій Іванович, кандидат економічних наук, заслужений економіст України (Україна);
- Огонь Цезар Григорович, доктор економічних наук, професор, заслужений юрист України (Україна);
- Опарін Валерій Михайлович, доктор економічних наук, професор (Україна);
- П'ятаченко Григорій Олександрович, кандидат економічних наук, професор, заслужений економіст України (Україна);
- Терещенко Олег Олександрович, доктор економічних наук, професор (Україна);
- Федосов Віктор Михайлович, доктор економічних наук, професор, заслужений діяч науки і техніки України (Україна);
- Чеберкус Дмитро Вікторович, кандидат економічних наук (Україна);
- Черняк Олександр Іванович, доктор економічних наук, професор, заслужений працівник освіти України (Україна);
- Чугунов Ігор Якович, доктор економічних наук, професор, заслужений діяч науки і техніки України (Україна);
- Шебеко Костянтин Костянтинович, доктор економічних наук, професор (Білорусь);
- Шлапак Олександр Віталійович, кандидат економічних наук, заслужений економіст України (Україна);